# Hermes de Souza Canto
Hermes de Souza Canto (Recife, 31 de março de 1910 — Afogados da Ingazeira, 1 de maio de 2010) foi um médico brasileiro.
Foi o primeiro prefeito constitucional de Afogados da Ingazeira, entre 1947 e 1951.

## Formação
Fez os cursos primário e secundário em várias instituições de ensino em Floresta dos Leões (atualmente Carpina) e no Recife, destacando-se, entre elas, o Ginásio Pernambucano e o Ginásio Osvaldo Cruz.
Estudou Medicina na Faculdade de Medicina do Recife, colando grau em 1938.
Atuou como acadêmico interno no Hospital Pedro II.

## Militar
Serviu ao Exército no Tiro de Guerra 216, em 1930, onde saiu como reservista.
Durante a Segunda Guerra, serviu como aspirante no Hospital Militar do Recife, sendo promovido a segundo sargento médico da reserva.

## Médico
Atuou em Tabira entre 1938 e 1941
Transferiu-se para Afogados da Ingazeira em 1941, onde permaneceu, atuando como médico.
Exerceu sua profissão em:
- Rede Ferroviária do Nordeste;
- Legião Brasileira de Assistência;
- Construtora Camilo Collier;
- Caixa de Assistência e Pensões dos Ferroviários (em São Caetano);
- Sindicato dos Trabalhadores Rurais de Afogados da Ingazeira;

## Político
Foi o primeiro prefeito constitucional de Afogados da Ingazeira (1947 - 1951).

## Homenagens e comendas
- Cidadão honorário de Afogados da Ingazeira, 1959;[2][1]
- Medalha de São Lucas, outorgada pela Sociedade de Medicina de Pernambuco, 1997.
- Policlínica de Especialidades Dr. Hermes de Souza Canto (Homenagem póstuma)[5]